# Îles Insulaires

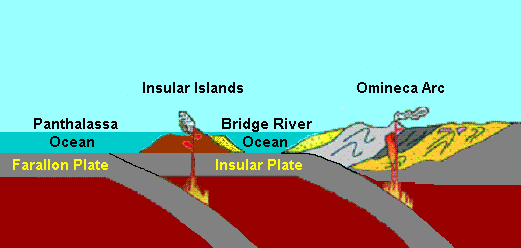
Coupe schématique de la situation tectonique et volcanique durant l'épisode Omineca il y a 130 millions d'années avec les îles Insulaires (au centre) se rapprochant de l'Amérique du Nord (à droite).

Les îles Insulaires sont un ancien arc volcanique insulaire ayant existé de la fin du Jurassique il y a 200 millions d'années au milieu du Crétacé il y a 115 millions d'années. Elles se trouvaient dans ce qui est aujourd'hui l'océan Pacifique. Actuellement rattachées à une partie de la côte occidentale de l'Amérique du Nord, elles forment les monts Insulaires en Alaska, Colombie-Britannique et État de Washington.

## Géographie
Composé d'un alignement d'îles volcaniques, l'archipel était baigné à l'est par l'océan Bridge River qui le séparait des îles Intermontane puis de l'Amérique du Nord et à l'ouest par le Panthalassa, futur océan Pacifique. Les îles Insulaires étaient situées sur le rebord oriental de la plaque Insulaire comprise entre la plaque Intermontane puis nord-américaine à l'est et la plaque Farallon à l'ouest.
Depuis leur rattachement au continent nord-américain, elles forment la ceinture Insulaire, une province géologique des montagnes Rocheuses composée du nord au sud des montagnes Wrangell, de la chaîne Saint-Élie, de l'archipel Alexandre, des Haida Gwaii, de l'île de Vancouver et des îles Gulf.

## Histoire

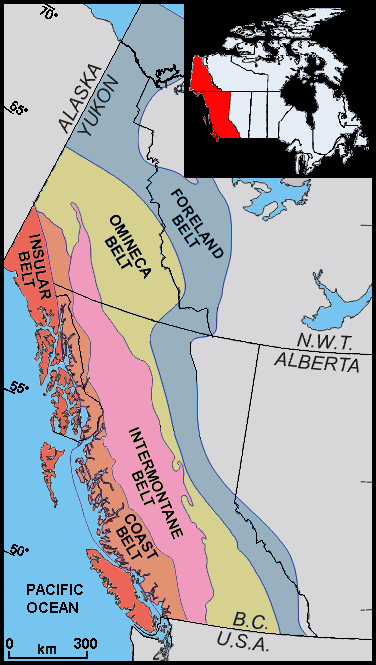
Carte des provinces géologiques de l'Ouest du Canada avec la ceinture Insulaire en rouge, reste des îles Insulaires.

Il y a 200 millions d'années, la plaque Farallon qui recouvre le fond du Panthalassa se fracture dans sa partie orientale et donne naissance aux plaques Insulaire et Intermontane. Le mouvement général vers l'est de la plaque Farallon étant conservé, le rebord oriental des plaques Farallon, Insulaire et Intermontane subduque respectivement sous la plaque Insulaire, Intermontane et nord-américaine. Ainsi, le mécanisme de subduction de la plaque Farallon sous la plaque Insulaire engendre un volcanisme donnant naissance aux îles Insulaires.
Portées par la plaque Insulaire, les îles se déplacent vers l'est en direction de la côte occidentale de l'Amérique du Nord, à hauteur des actuels Colombie-Britannique, État de Washington et Alaska. Il y a 115 millions d'années débute l'épisode de la Chaîne côtière. L'océan Bridge River qui les séparait du continent se ferme et les îles Insulaires entrent en collision avec les fragments des îles Intermontane soudées à l'Amérique du Nord depuis 60 millions d'années. La zone de subduction de la plaque Farallon sous l'ancienne plaque Insulaire, désormais rattachée à la plaque nord-américaine, devient la nouvelle limite de plaque occidentale de l'Amérique Nord. Le volcanisme ayant donné naissance aux îles Insulaires se poursuit sur le continent, continuant d'alimenter les volcans des anciennes îles formant désormais des montagnes et îles montagneuses parallèles au littoral : le terrane de la ceinture Insulaire qui forme les monts Insulaires.

### Sources
- (en) Burke Museum - La construction du Pacifique Nord-Ouest
- (en) Burke Museum - L'épisode Omineca
- (en) Burke Museum - L'épisode de la Chaîne Côtière